# Mahalat
Mahallāt o Mahalat (farsi محلات) è il capoluogo dello shahrestān di Mahalat, circoscrizione Centrale, nella provincia di Markazi in Iran. Aveva, nel 2006, una popolazione di 35 319 abitanti. 
La città ha una delle maggiori produzioni ed esportazioni di fiori ed ospita ogni settembre un festival del settore. Fu un importante centro dello zoroastrismo e vanta numerosi punti d'interesse naturale, monumentale ed archeologico:
- La statua di Amro (o Amreh) (periodo pre-islamico).
- Il tempio del fuoco (Atashkadeh) di Atashkooh (periodo sasanide).
- I caravanserragli di Dodehak e di Joon Abad (periodo safavide).
- Le fortezze di Khosrovani, Aqa Khan, Div Jan va Shams e Jamshidi.
- Le moschee del Venerdì di Mahallat.
- L'Imamzadeh di Shahzadeh Moosa.
- Le acque termali di Shafa, Soleiman, Hakeem e di Sarcheshmeh.
- Le grotte di Shah Bolbol.